# Gäddtjärnen (Trehörningsjö socken, Ångermanland)
Gäddtjärnen är en sjö i Örnsköldsviks kommun i Ångermanland och ingår i Husåns huvudavrinningsområde.